# Jayne Wisener
Jayne Wisener (Ballymoney, 19 mei 1987) is een Noord-Ierse actrice en zangeres. Ze speelde onder meer Johanna in de film Sweeney Todd: The Demon Barber of Fleet Street.

## Achtergrond
Wisener groeide op in Coleraine, Noord-Ierland, waar ze de Coleraine High School voor meisjes bezocht. In 2005 vertegenwoordigde ze Antrim in de hooggewaardeerde Rose of Tralee Competitie. Wisener speelde ook mee in Musical Theatre 4 Youth en in een workshop-uitvoering van Falling.
Na haar optreden in de jeugdversie van West Side Story in het Millennium Forum in Derry, vroeg een talentscout haar auditie te doen voor de rol van Johanna in Sweeney Todd. Wisener werd destijds als negentienjarige te oud geacht voor de rol van de vijftienjarige Johanna Barker. Toen ze dit te horen kreeg "e-mailde ze enkele foto's van [zichzelf] zonder make-up. Er jong uitzien doet [een actrice] normaal gezien niet veel goed, maar [ze was] zeer tevreden deze keer".

Wisener debuteerde in de Britse versie van de musical Parade in het Donmar Warehouse theater in 2007. Ze verscheen in Boogeyman III in de rol van Amy en in november 2008 speelde ze Sophie in een West End-showcase van de musical The Lost Christmas door Laurence Mark Wythe in de Trafalgar Studios, Londen. In 2009 verscheen ze in The Inbetweeners.
Ze studeerde een jaar aan de Royal Scottish Academy of Music and Drama, maar verliet de school toen ze de rol van Johanna te pakken had in Sweeney Todd. .

## Filmografie
| Jaar | Film                                           | Rol            | Notities               |
| ---- | ---------------------------------------------- | -------------- | ---------------------- |
| 2007 | Sweeney Todd: The Demon Barber of Fleet Street | Johanna Barker |                        |
| 2008 | Boogeyman 3                                    | Amy            |                        |
| 2009 | Minder                                         | Maria          | Aflevering 4           |
| 2009 | The Inbetweeners                               | Lauren         | Series 2: Aflevering 1 |